# سیسیل آرنولد
سیسیل آرنولد (انگلیسی: Cecile Arnold؛ ۱۸۹۱ یا ۱۸۹۵ – ۱۹۳۱) یک هنرپیشه اهل ایالات متحده آمریکا بود. وی در ۵۰ فیلم، نقش آفرینی کرده است.

## بخشی از فیلمشناسی
از فیلم‌ها یا برنامه‌های تلویزیونی که وی در آن نقش داشته است می‌توان به آثار زیر اشاره کرد.
- مرد مال‌دوست (۱۹۱۴)
- با صورت بر کف بار (۱۹۱۴)
- حرفه تازه او (۱۹۱۴)
- قماربازان (۱۹۱۴)
- مبدل‌پوش (۱۹۱۴)
- رنج‌های عشق (۱۹۱۴)
- خمیر و دینامیت (۱۹۱۴)
- آقای جسور (۱۹۱۴)
- پیشه موسیقایی او (۱۹۱۴)